# Cicle de l'or

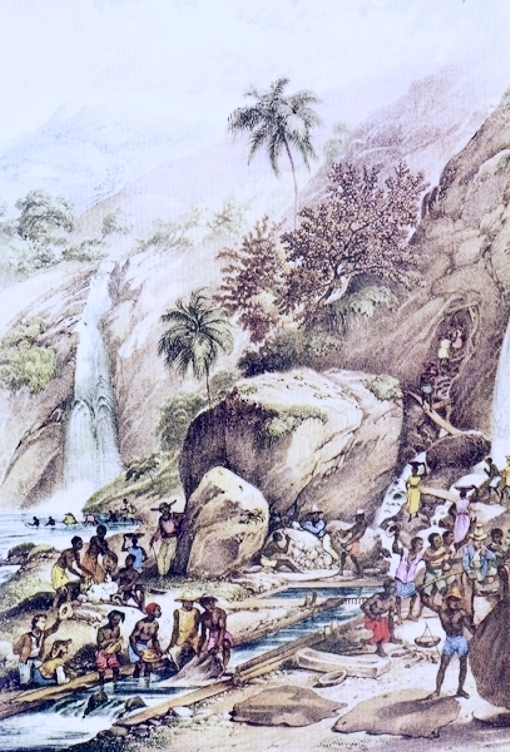
Pintura de Johann Moritz Rugendas de 1820-1825 retratant la mineria d'or per rentat en Morro de Itacolomi

El cicle de l'or, també conegut com a cicle miner o la febre de l'or, fa referència al període de la història brasilera en què l'extracció i exportació d'or van dominar la dinàmica econòmica del Brasil colonial. El cicle es va imposar amb força durant els primers 60 anys del segle xviii, moment en què la producció d'or va començar a disminuir a causa de l'esgotament progressiu de les mines a la regió explorada, que comprèn els actuals estats de Minas Gerais, Goiás i Mato Grosso.
Les conseqüències del cicle de l'or per al Brasil van ser inestimables. Va ser aquest qui va proporcionar a la colònia les importants transformacions que van precedir la Independència l'any 1822. En primer lloc, la població de la colònia va augmentar notablement (a finals del segle xviii, la població era deu vegades més gran que cent anys abans). En segon lloc, hi havia un major coneixement del terreny (les incursions al territori van ampliar els límits de l'Amèrica portuguesa i van canviar la forma del futur país, que ara s'estenia més enllà dels límits establerts en el Tractat de Tordesillas) Finalment, es van produir importants canvis politicoadministratius, com el trasllat de la capital de Salvador a Rio de Janeiro (1763) i la creació de noves capitanies, com Minas Gerais, Goiás i Mato Grosso.

## Història

### Situació de Portugal abans del descobriment
Durant els 60 anys que va durar la Dinastia Filipina (del 1580 al 1640), Portugal havia viscut en unió personal amb Espanya, on el rei d'Espanya era simultàniament el rei de Portugal, qui va deixar el seu comerç força arruïnat, com els negocis en l'Índia en una total decadència i amb la marina mercant pràcticament destruïda.
Però, malgrat tot, durant la dominació filipina, l'explotació econòmica del Brasil havia augmentat molt. En els primers temps, els portuguesos només comerciaven pal brasil, però no van trigar molt a aprofitar les fèrtils terres i instal·lar grans ingenis sucrers i, més tard, grans plantacions de tabac. Aleshores, uns aventurers fills d'indígenes i portuguesos, els bandeirantes, van viatjar pels camins del sertão a la recerca d'esclaus indígenes, pedres precioses i llocs per criar bestiar, convertint el Brasil en el principal proveïdor de cuir d'Europa.
Mentrestant, a Portugal, després del cop d'estat per recuperar la independència, l'any 1640, continuava la guerra de restauració amb Espanya. Va ser una llarga guerra que va durar vint-i-set anys, que va acabar l'any 1668 amb el Tractat de Lisboa signat pels reis de Portugal i Espanya, on es va reconèixer la total independència de Portugal. Però, poc després de la pau, el comte d'Ericeira va intentar recuperar la independència de Portugal des del punt de vista econòmic; va crear fàbriques de paper, de vidre, de pells, de seda,.
I és en aquest context que, en els darrers anys del segle xviii es descobreixen els grans al·luvions d'or de la comarca que, a partir d'aleshores, van rebre el nom de Minas Gerais.

### Elsbandeirantesdescobreixen l'or

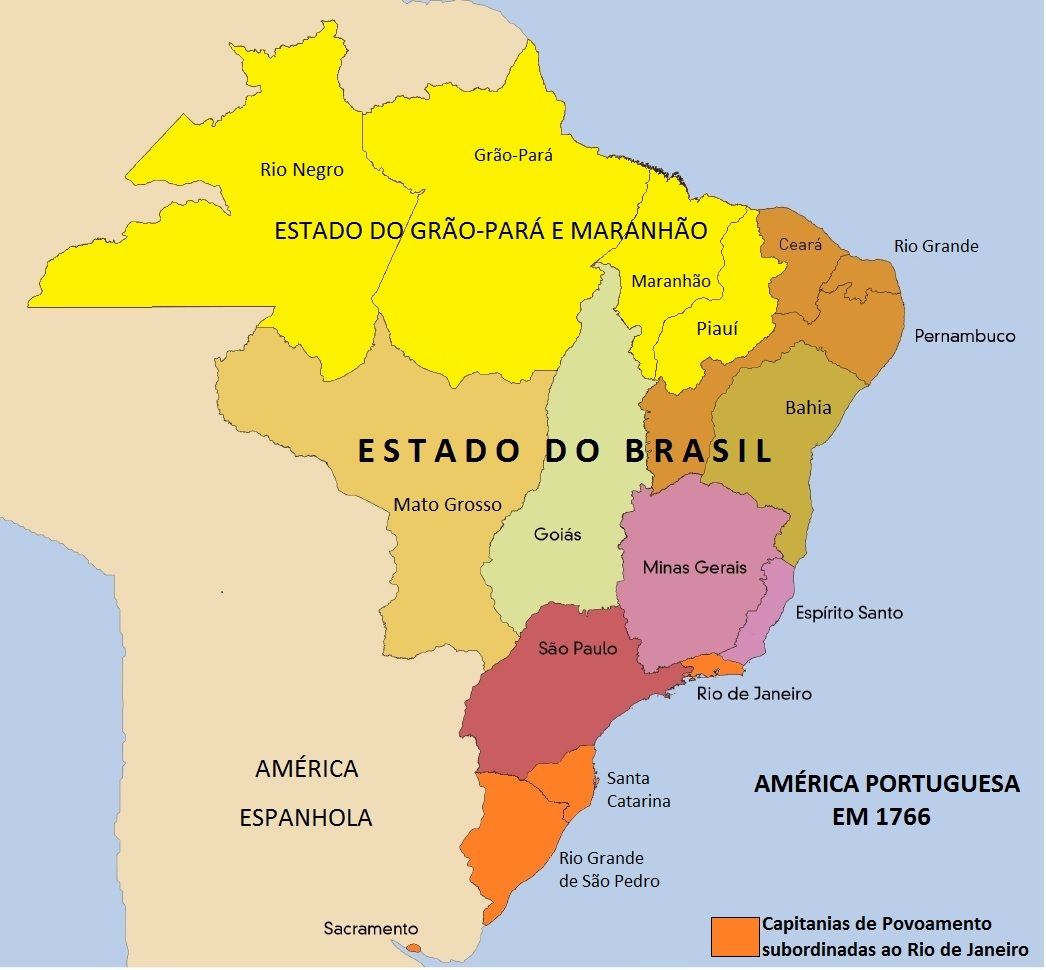
Mapa de l'Amèrica portuguesa (1776)

Quan van arribar al Brasil, els primers exploradors portuguesos estaven buscant or i metalls preciosos, ja que es creia que en tenien al seu territori. Tanmateix, a l'inici i durant els dos primers segles d'ocupació portuguesa, les excursions pioneres per la costa i l'interior del país no van donar gaire resultats, tot i que aquestes riqueses abundaven en diverses zones del Brasil, tal com es descobrirà més tard.
A finals del segle xvii, la prosperitat de les plantacions de sucre de les colònies holandeses, franceses i angleses a Centreamèrica va fer que la producció de sucre al territori brasiler s'enfrontés a una greu crisi. Va ser llavors quan la Corona portuguesa va començar a animar els seus funcionaris i la població de la colònia, especialment la del Planalto de Piratininga, actual ciutat de São Paulo, a explorar les terres encara desconegudes a la recerca de minerals preciosos, concretament l'or.
Molts exploradors van morir buscant joies i pedres precioses, com el bandeirante Fernão Dias Paes Leme, qui va morir l'any 1681 buscant maragdes. Finalment, en els darrers anys del segle xvii, els primers exploradors van descobrir aquest tipus de riquesa al Brasil.
Va ser a l'interior de Taubaté on, l'any 1697, va tenir lloc el primer gran descobriment, format per «divuit a vint rierols d'or de la millor qualitat», tal com va anunciar l'aleshores governador de Rio de Janeiro, Castro Caldas. El gener del mateix any, la Corona portuguesa havia enviat una carta reial al governador Arthur de Sá en la qual es comprometia a una bonificació per a la recerca de metalls preciosos de 600.000 reals anuals i en la qual es deia que als benemèrits de São Paulo se'ls donaria «els mateixos honors, i gràcies d'hàbits, i fòrums de nobles de la Casa», sempre que trobessin i exploressin les mines d'or. Va ser l'inici de la primera «febre de l'or» de l'edat moderna.
El 1719, la bandeira de Pascoal Moreira Cabral va descobrir l'or a Mato Grosso. L'any 1725 es va descobrir or a Vila Boa de Goiás. El subministrament d'homes i béns a aquestes regions va començar a produir-se a través dels monções.

### Elsemboabastambé volen fer-se rics

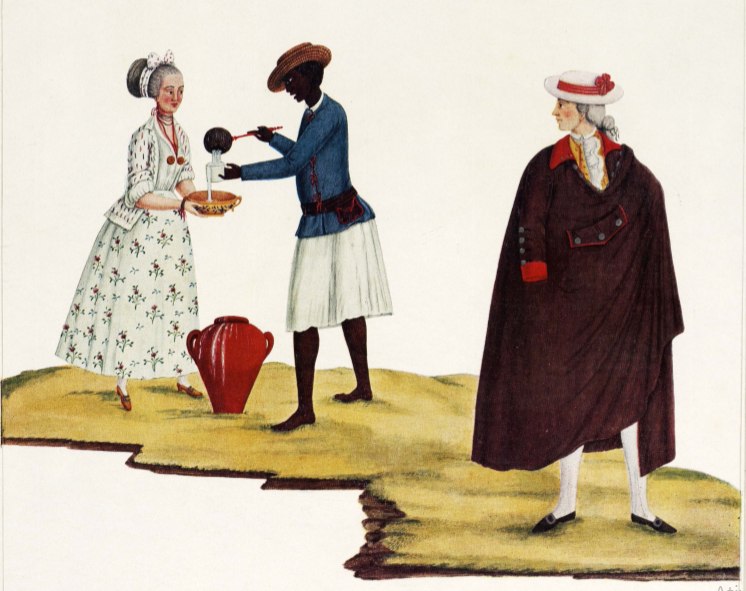
Esclau negre venent llet a una dona blanca i un home vestit amb un abric, barret i perruca. Riu de Janeiro. Obra de Carlos Julião (

Com era d'esperar, la notícia del descobriment es va estendre ràpidament. Això va fer que una gran quantitat d'aventurers es traslladessin a la regió on s'havia trobat el metall. Aquests aventurers, majoritàriament de Portugal i d'altres regions del Brasil, es van anomenar «emboabas». La presència d'aquests grups va generar friccions amb els paulistes (bandeirantes i els seus descendents) i va generar baralles per la possessió dels jaciments.
Entre els emboabas vinguts d'altres regions de la colònia destaquen els nord-orientals. Al nord-est, la plantació de canya de sucre estava en declivi. Ningú va aconseguir enriquir-se ni destacar a la societat, excepte els pocs propietaris d'ingenis sucrers. Pel que fa als vinguts de Portugal, el seu flux d'emigració va ser tan intens que, l'any 1720, el rei Joan V va crear una llei per controlar-lo. La vigilància i la inspecció dels vaixells de la «Repartição do Sul» que es dirigien cap al port de Rio de Janeiro es va començar a controlar, i finalment es van adoptar llicències i passaports especials el 1709 com una manera de reduir el flux d'aventurers.
Els emboabas es van estendre, i, en els assentaments ja formats, van ser tan nombrosos com els pioners vinguts de São Vicente i l'altiplà de Piratininga. Els delictes van augmentar molt i es va imposar la llei del més fort. La població estava armada, les més petites discussions es van convertir en conflictes, que van deixar persones mortes i ferides. A la resta de la colònia s'havia produït el caos. Ciutats senceres van ser abandonades per gent que anava a buscar or a les mines. Les plantacions de canya de sucre van ser abandonades. Hi va haver un augment considerable del preu dels esclaus, els animals i els aliments. Incomptables pobles indígenes van ser extingits.
El portuguès Manuel Nunes Viana va ser nomenat «governador de les mines». Aviat va intentar establir la pau a la regió. Va prometre castigar els criminals i fer justícia. Tanmateix, als paulistes no els agradava tenir un emboaba com a líder i van anar cap a l'interior, fent que els indis també es revoltèssin. Després van anar cap a Sabará per organitzar la reacció. Des d'allà es van posar a lluitar contra els emboabas i expulsar-los del territori. Tot i ser en major nombre, els paulistes estaven mal organitzats. Quan van entrar en combat amb les tropes de Nunes Viana, van ser derrotats. Després van anar cap al poble de Cachoeira do Campo. Es va produir una nova lluita, i Nunes Viana va resultar ferit i reemplaçat. Van seguir altres combats, que els paulistas van tornar a perdre. La guerra va durar del 1707 al 1709.

### El descobriment d'or a Mato Grosso i l'inici delsmonções

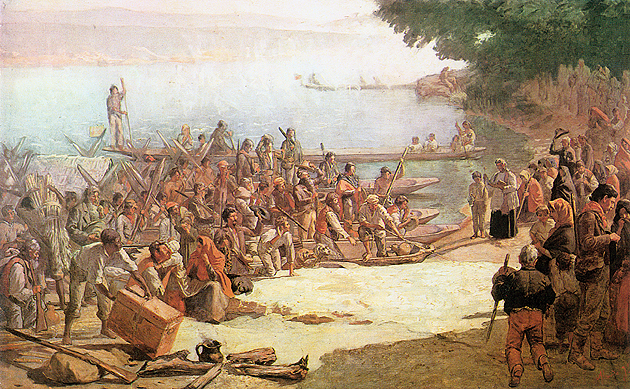
A Partida da Monção, quadre de 1897 d'Almeida Júnior que pertany a la col·lecció del Palau dels Bandeirantes

Amb la fi de la Guerra dels emboabas, els paulistes, derrotats, van tornar a les seves activitats rutinàries. Van descobrir una nova mina a Bahia. Però el gran esdeveniment va ser el descobriment d'or on actualment és l'estat de Mato Grosso. Aquest va ser l'inici de la fase de «Repartição do Sul» o «la febre de l'or de Mato Grosso».
El descobriment va tenir lloc l'any 1718. El descobridor va ser el paulista Pascoal Moreira Cabral Leme, de 64 anys. La seva expedició, la intenció inicial de la qual era capturar indis coxiponé, va trobar or a la riera del Coxipó-Mirim, al lloc on trenta anys més tard esdevindria la Capitania del Mato Grosso. Part de l'expedició es va mantenir al seu lloc per extreure l'or, mentre que Pascoal va seguir el riu Coxipó-Mirim fins al punt on el riu es bifurcava. Allà va trobar més or. Aquest lloc, anomenat Forquilha, que després es convertiria en Cuiabá.
Amb la notícia d'aquesta i d'altres descobertes, hi va haver una febre d'or cap al poble de Cuiabá. Aquestes expedicions, amb sortida des de São Paulo, van ser conegudes com els monções. Eren molt perilloses, i el camí era tortuós. L'itinerari seguit pels monções va ser aproximadament el següent:
| « | Des de la capital São Paulo, es continuava a peu durant aproximadament 120 quilòmetres fins a Araritaguaba, prop d'Itu, on un port donava accés al poderós riu Tietê. Allà, els viatgers pujaven a les canoes que, a més de la càrrega, transportaven fins a deu persones, entre pilot, contrapilot, arquer i cinc remers. Després de navegar més de 900 quilòmetres per les aigües de Tietê, els aventurers es veien obligats a buscar altres rius. Primer, Paraná (180 quilòmetres riu avall), després Prado (460 quilòmetres a contracorrent), Camapoã (100 quilòmetres), Coxim (250 quilòmetres de «viatge fúnebre i horrible»), Taquari (560 quilòmetres), Porrudos (150 quilòmetres) i, finalment, el riu Cuiabá (400 quilòmetres, de nou a contracorrent). En conjunt, la «via Dolorosa» tenia uns 3500 quilòmetres de llargada. | » |
| — Figueiredo, Lucas (2012). Boa Ventura!: A corrida do ouro no Brasil (1697-1810). Editorial Record. p. 202 | |   |

En el llarg camí, els aventurers van haver d'enfrontar-se a diversos perills, com les roques que destruïen les canoes, les cascades, la col·lisió amb troncs flotants, animals perillosos (com ara les piranyes, els jacarés, entre molts altres animals més petits, però encara inquietants). A més de les amenaces de la natura, hi havia els indígenes de la regió: els guaycurú i els payaguás, que atacaven constantment els colons, provocant pèrdues enormes.
L'any 1725, mentre continuava la fase del Mato Grosso de la febre de l'or, es va anunciar el descobriment d'or a Goiás. Va ser el quart lloc important de grans jaciments, després de Minas Gerais, Bahia i Mato Grosso. Tanmateix, la febre de l'or encara continuava a l'oest de la colònia. L'any 1730, els miners, després d'esgotar pràcticament l'or de Cuiabá, van continuar cap a l'oest, arribant 15 anys després a l'actual estat de Rondônia.

### L'extracció de l'or
Pel que fa a les tècniques mineres adoptades, va tenir una gran importància l'aportació cultural dels esclaus minas, que tenien una gran tradició en l'extracció i fundició d'or i ferro, un coneixement superior al dels portuguesos de l'època.
Després de la caiguda de la producció del sistema d'exploració d'or al·luvial, es van fer necessàries tècniques més refinades, que van obligar al buscador a romandre durant un període més llarg. Aquesta necessitat de romandre a prop dels llocs d'exploració també va contribuir a l'establiment de nous pobles. Va ser en aquest període quan es van fundar les vil·les de São João del-Rei, Ribeirão do Carmo (actualment Mariana), Vila Real de Sabará, Vila Real de Pitangui i Vila Rica de Ouro Preto, (actualment Ouro Preto), entre d'altres.

### L'època d'auge i els canvis a la colònia

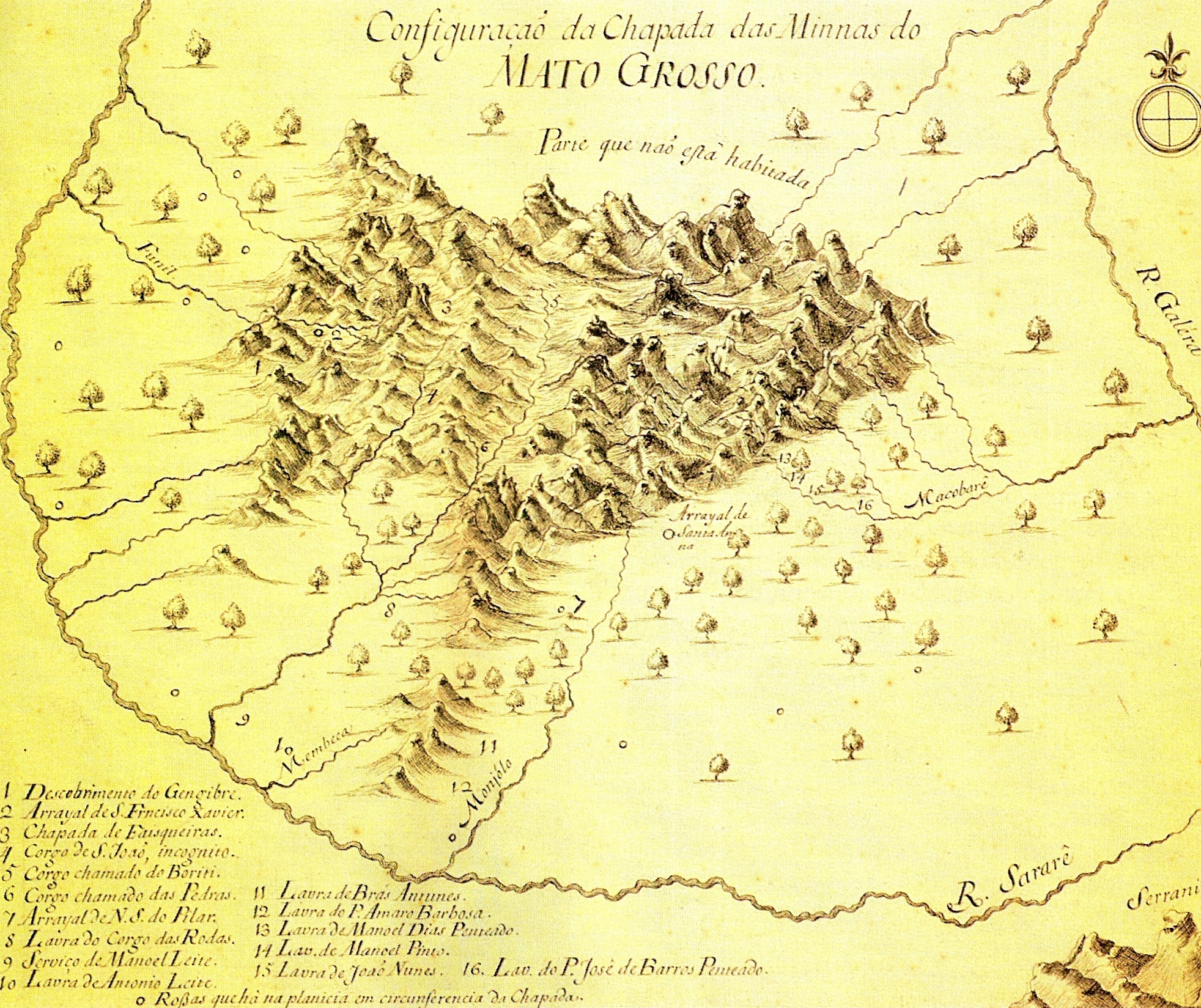
Mapa del de les mines de Mato Grosso

L'or de la colònia va arribar a representar a Portugal una nova esperança de treball i d'enriquiment, i molta gent va començar a abandonar el país. D'uns 300.000 habitants estimats l'any 1690, la colònia va passar a uns 3.000.000 a finals del segle xviii. Aquest flux d'emigració acabarà imposant el portuguès com a llengua nacional, substituint la língua geral (una llengua que es va desenvolupar a partir del tupí antic). Durant el moment àlgid del període d'exploració, es van fundar diversos assentaments. L'ocupació del territori també es va començar a fer més a l'interior i no només a la costa com es feia fins aleshores.
L'enorme creixement demogràfic va consolidar un mercat interior, ja que els productes de la colònia ja no eren només per a l'exportació, com passava amb el sucre i el tabac al nord-est, i va fer que la necessitat d'una producció interna d'aliments que va sorgir per poder cobrir les necessitats dels nous habitants. La manca de subministraments havia provocat fins i tot morts i periodes de fam.
L'or va portar prosperitat als pobles miners que vivien de l'extracció, i l'explosió demogràfica va provocar el desenvolupament d'una classe mitjana formada per artesans, professionals de la mineria, comerciants, soldats, artistes, músics, poetes i intel·lectuals que van contribuir al gran desenvolupament cultural de Brasil en aquella època. En enriquir algunes famílies, els seus fills van ser enviats a estudiar a Europa i, en tornar, aquests joves van difondre les idees il·lustrades i l'estètica arcadiana; d'aquí el fet que l'arcadisme fos especialment important a Vila Rica (l'actual Ouro Preto).
Al Brasil, els lectors, no només joves d'elit sinó un públic més general, conquerits per la claredat i la senzillesa de la poesia arcadiana, van començar a consumir la literatura que es va produir. Per primera vegada a la colònia, artistes i intel·lectuals van poder formar un sistema intel·lectual capaç de competir amb els de la metròpoli. Això va obrir el camí a la independència el 1822 i a la independència artística, que es va aconseguir en el Romanticisme i més tard en el Modernisme.
L'arcadisme va començar per les lletres; a les arts plàstiques encara predominava el barroc, més concretament el barroc en la seva fase rococó. En la construcció de cases, esglésies i palaus, l'estil predominant del barroco mineiro (barroc de Minas Gerais) ha estat assenyalat com el patrimoni més bonic de l'època daurada.

### La Conjuració mineira (1789)
La Inconfidência Mineira va ser una conspiració de caràcter separatista que va tenir lloc a Minas Gerais. Els conspiradors van lluitar contra la derrama (vegeu la secció Impostos a continuació) i el domini portuguès. La revolta va ser reprimida per la Corona portuguesa el 1789.

### El nou poder econòmic per a la Corona de Portugal

Rendiment de l'or en les Reais Casas de Fundição (Reials Cases de Fundició) en Minas Gerais, entre juliol i setembre de 1767. Arxiu Nacional del Brasil

Al Brasil, fins al 1760, any en què els al·luvions van començar a esgotar-se, es van produir unes mil tones d'or. Tot es va reduir a un enriquiment temporal de les finances estatals i a la formació d'algunes, però poques, fortunes privades.
Amb aquests recursos, el rei Joan V, qui va regnar a Portugal durant la primera meitat del segle xviii, va promoure la construcció d'algunes obres públiques; la més famosa va ser el palau-convent nacional de Mafra, la construcció del qual va ocupar quasi tot el seu regnat i que absorbia bona part dels recursos procedents del Brasil. El Paço Imperial (el Palau dels governadors del Brasil) també es va construir a Rio de Janeiro. També amb els diners procedents del Brasil, el rei va poder intervenir en alguns problemes europeus, com en la guerra de successió d'Espanya i, per exemple, en la defensa d'Europa contra els turcs, en la batalla naval del cap de Matapan, que va destruir l'armada turca i va salvar Europa d'una amenaça imminent.
Tanmateix, amb els diferents acords establerts entre Portugal i Anglaterra a partir de 1642 (Tractat de Pau i Comerç entre Joan IV i Carles I de 1642, Tractat de Pau i Aliança de Westminster de 1654, Tractat de Pau i Amistat de 1661, i Tractat de Methuen de 1703) es van concedir grans privilegis al comerç i als súbdits britànics, així com la llibertat de comerç per als britànics al Brasil i l'Índia.
Alguns historiadors defensen la tesi que l'or brasiler va ajudar així Anglaterra a concentrar reserves que van fer del sistema bancari anglès el principal centre financer d'Europa, així com va permetre finançar la Revolució Industrial anglesa.

### El final del cicle
La majoria de mines d'or es van esgotar a finals del segle xviii. Part de la població de Minas Gerais es va traslladar a l'Altiplà Central del Brasil per treballar en ramaderia i al centre-nord i centre-sud de la Capitania de Rio de Janeiro, on es van començar a dedicar a la producció d'aliments per a la ciutat de Rio (a Cantagalo) i es va iniciar les primeres plantacions de cafè a Vale do Paraíba Fluminense. Els que es van quedar a Minas Gerais també van començar a dedicar-se a l'agricultura. En aquella època, hi va haver un impuls pel conreu del cotó, amb produccions a Maranhão, Pernambuco i Bahia destinades a l'exportació. El cultiu de la canya de sucre, que no s'havia abandonat del tot durant el cicle miner, va agafar un nou impuls, sobretot al nord-est i Rio de Janeiro.
Tanmateix, cap d'aquests productes era tan gran i important com l'or. Durant el període colonial, sempre hi havia un gran producte que era el centre de l'economia. Després del final del cicle de l'or, al Brasil li faltava un gran producte per omplir el buit deixat pels metalls preciosos. Aquest buit va generar una crisi econòmica que va durar fins a l'inici del cicle del cafè, a mitjans del segle xix. Segons l'economista Luiz Carlos Bresser-Pereira, «entre 1750 i 1850, l'economia brasilera no només es va estancar, sinó que va retrocedir». Durant la crisi, el poder adquisitiu de la població era molt inferior al de l'època daurada de la mineria.
| « | Nada ficou, no solo brasileiro, do impulso dinâmico do ouro, salvo os templos e as obras de arte. Em fins do século XVIII, embora ainda não se tivessem esgotado os diamantes, o país estava prostrado. A renda per capita dos 3 milhões de brasileiros não superava os 50 dólares anuais no atual [década de 1970] poder aquisitivo, segundo os cálculos de Celso Furtado, e este era o nível mais baixo de todo o período colonial. | » |

## Els impostos

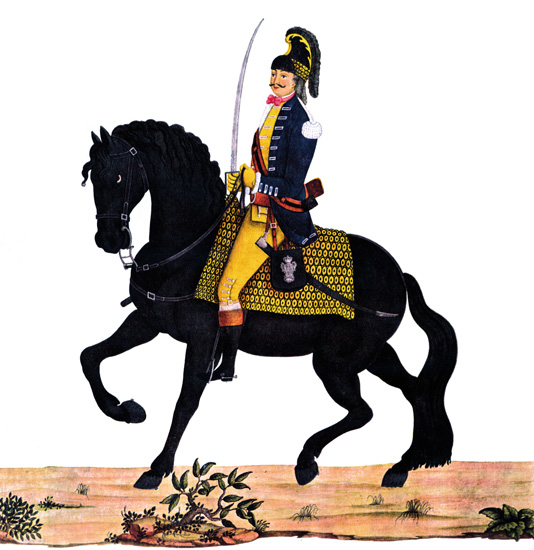
Soldat de cavalleria del Regiment de Dragões (Dragons) qui, d'entre altres coses, era l'encarregat de vigilar els camins de les mines. Obra de Carlos Julião

Al llarg dels anys, els tipus d'impostos que gravava la metròpoli a l'àrea econòmica i fiscal brasilera (no tots alhora) van ser:
- Els quintos do ouro (les cinquenes parts d'or): l'impost reial sobre l'or consistia a establir que una cinquena part (20%) de l'or extret al territori portuguès del Brasil pertanyés per dret a la Corona portuguesa.
- La capitação (capitació): les cinquenes parts per Casas de Fundição es convertien en impost sobre esclaus i persones lliures que treballaven amb les seves pròpies mans, així com sobre botigues, vendes i comerç en general. Només va estar vigent durant 16 anys (en el període entre 1734[Nota 1] fins a i 1750) quan, per una cèdula amb força de llei del 3 de desembre de 1750,[31] el marquès de Pombal va extingir la capitació en el cobrament del dret senyorial de les cinquenes parts, i el va substituir per la retenció de les cinquenes parts per Casas de Fundição, amb una quota mínima anual de 100 arrobes (1.500 quilograms) que seria garantida pels municipis, comprometent-se a fer derramas per compensar les diferències entre la quantitat efectivament recaptada i la quantitat destinada a la tresoreria reial.
- La derrama: atès que era habitual que la cinquena part no es pagués íntegrament, i els imports impagats eren acumulatius, calia intensificar la recaptació, decomisant béns i objectes d'or. Aquesta pràctica de recollir valors per assolir l'objectiu estipulat per la Corona s'anomenava derrama.[Nota 2] La derrama consistia en el repartiment de la diferència entre les regions i, en aquestes, el repartiment entre bons homes, sota pena de confiscació forçosa dels béns dels mateixos bons homes, si la cinquena no arribava a 100 arrobes anuals (1.500 quilograms).[32] La resta de capitanies tenien l'obligació de retenir les cinquenes parts, però no es van veure gravades per la derrama.[33]

Les qüestions fiscals estaven regulades detalladament pel Regimento das Intendências e Casas de Fundição, promulgada el 4 de març de 1751. El govern també va prendre mesures destinades a combatre el contraban i la producció clandestina d'or: va expulsar els orfebres de les regions auríferes, va prohibir la circulació de pols d'or, va ordenar la intensificació de les patrulles de dragons i va renovar les disposicions legals que prohibien la reexportació d'or i minerals preciosos.
Amb les innovacions introduïdes en aquesta època, l'objectiu també era desfer un mètode fiscal opressiu per a sectors de la població no vinculats a la mineria i que donava lloc a molts abusos i injustícies. La preocupació per escollir un model més just i equilibrat queda clarament evident en el preàmbul del diploma del 3 de desembre, en el qual s'afirma, és a dir, que es preferia la tranquil·litat i la comoditat de les persones a l'obtenció de majors ingressos per a la Hisenda Reial.
El nou mètode de recaptació va proporcionar a la Corona, en la dècada 1752-1762, una renda mitjana anual de 108 arrobes d'or, mentre que el sistema anterior havia permès recaptar 125,4 arrobes anuals. Entre 1762 i 1777, la mitjana anual va baixar a 82,5 a causa de l'esgotament progressiu de l'or al·luvial.

## Demografia
Un examen rigorós de les tendències demogràfiques de l'Estat del Brasil en el període pombalí és molt difícil a causa, entre altres motius, del fet que el primer cens de la seva població no es va fer fins a l'any 1776, per determinació de la Mesa da Consciência e Ordes. En el cens es van identificar 1.505.506 individus. Tanmateix, molts residents vivien en aïllament al sertão, i sembla molt probable que no foren inclosos en el recompte.
L'abat José Correia da Serra defensava que la població brasilera era, en aquell moment, de 1.900.000 ànimes, mentre que Dauril Alden la calculava en 1.555.200 habitants. En tots els casos, es creu que els valors presentats corresponen principalment a les regions costaneres, on els mecanismes d'administració, comunicació i instrucció dels rectors permetien una millor recollida estadística. El demògraf Giorgio Mortara, suggereix valors més alts, que apunta a 2.502.000 individus el 1770.
Les xifres disponibles permeten comprovar l'evolució demogràfica de les principals aglomeracions urbanes en dates que recauen, majoritàriament, en el regnat josefí, i demostren que durant l'època pombalina es va produir un creixement demogràfic, encara que amb expressions regionals molt diverses. La ciutat de Salvador va experimentar només un lleuger augment de població, havent-se vist certament afectada pel trasllat d'una part important de l'administració reial; el contrari succeeix amb Rio de Janeiro, registrant un fort creixement demogràfic, veient les seves activitats marítimes i comercials beneficiades per la febra de l'or a Minas Gerais i de les intenses relacions comercials amb la regió argentina (contraban de plata i coure) a través de la Colònia del Sacramento, que el va convertir en un important centre d'importació i exportació al Sud-sud-est, competint amb els dos grans ports tradicionals del Nord-est: Recife i Salvador. Tanmateix, va ser Recife qui va registrar l'augment demogràfic més important, senyal que, durant l'administració pombalina, es va superar la profunda crisi que havia assolit la capitania de Pernambuco des de mitjans del segle anterior.
| Població de les principals capitanies - 1772 (cicle de l'or) | Població de les principals capitanies - 1772 (cicle de l'or) | Població de les principals capitanies - 1772 (cicle de l'or) |
| Posició                                                      | Capitania                                                    | Habitants                                                    |
| ------------------------------------------------------------ | ------------------------------------------------------------ | ------------------------------------------------------------ |
| 1                                                            | Minas Gerais                                                 | 319.769                                                      |
| 2                                                            | Bahia                                                        | 288.848                                                      |
| 3                                                            | Pernambuco                                                   | 239 713                                                      |
| 4                                                            | Rio de Janeiro                                               | 215.678                                                      |